# Liste des villes de Sainte-Lucie
Voici la liste des villes de l'État de Sainte-Lucie dans les Caraïbes.

## District d'Anse-la-Raye
- La Raye
- Anse-La-Raye
- La Verdure
- Anse La Verdure
- Au Tabor
- Dame de Traversay
- Derrière Lagoon
- Durandeau
- Jean Baptiste
- Massacre
- Millet
- Morne d'Or
- Theodorine
- Vanard

## District de Castries
- Babonneau
- Balata
- Belair
- Berre Denis
- Bexon
- Bisée
- Cabiche
- Port Castries
- Castries
- Charlotte
- Charlotre
- Ciceron
- Crown Lands
- Deglos
- Ferrand
- Floissac
- Forestière
- Girard
- Guesneau
- Incommode
- La Croix Maingot
- La Pointe
- La Point
- L'Abbayée
- Marc Marc
- Marchand
- Marigot
- Marigot Bay
- Morne Fortune
- Perou
- Resinard
- Sarot
- Soucis
- Sans Soucis

- Vigie

## District de Choiseul
- Choiseul

## District de Soufrière
- Soufrière

## Vieux Fort
- Canaries
- Dauphin
- Foresty
- Praslin
- Saint Lucia (general)